# 圣洛朗昂加蒂讷
圣洛朗昂加蒂讷（法語：Saint-Laurent-en-Gâtines，法語發音：[sɛ̃ loʁɑ̃ ɑ̃ ɡatin] ⓘ）是法国安德尔-卢瓦尔省的一个市镇，位于该省东北部，属于图尔区。

## 地理
圣洛朗昂加蒂讷（47°35'14"N, 0°46'38"E）面积31.62 平方千米，位于法国中央-卢瓦尔河谷大区安德尔-卢瓦尔省，该省份为法国中西部省份，北起萨尔特省、东北接卢瓦-谢尔省，东南接安德尔省，南至维埃纳省，西临曼恩-卢瓦尔省。
与圣洛朗昂加蒂讷接壤的市镇（或旧市镇、城区）包括：勒布莱、克罗泰勒、拉费里耶尔、马赖、蒙托东、努济伊、维勒多梅、博蒙-卢埃托。
圣洛朗昂加蒂讷的时区为UTC+01:00、UTC+02:00（夏令时）。

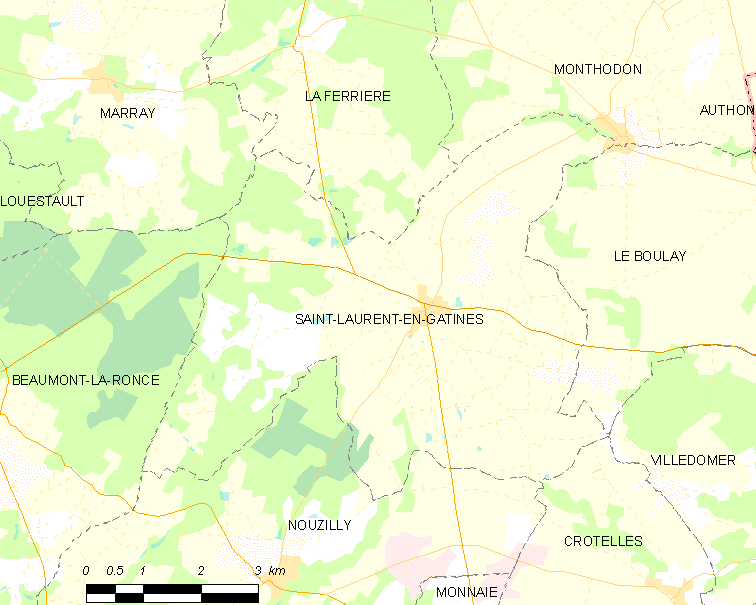
圣洛朗昂加蒂讷的OSM定位图

## 行政
圣洛朗昂加蒂讷的邮政编码为37380，INSEE市镇编码为37224。

## 政治
圣洛朗昂加蒂讷所属的省级选区为雷诺堡县。

## 人口

1962-2008年间圣洛朗昂加蒂讷人口变化图示

圣洛朗昂加蒂讷于2022年1月1日时的人口数量为873人。